# Comuna Valea Hoțului, Bârzula
Valea Hoțului (în ucraineană Долинське, transliterat: Dolînske) este o comună în raionul Bârzula, regiunea Odesa, Ucraina, formată din satele Valea Hoțului (reședința) și Crasna.

## Demografie
Componența lingvistică a comunei Valea Hoțului
     Ucraineană (72,34%)
     Română (22,07%)
     Rusă (4,6%)
     Alte limbi (0,27%)
Conform recensământului din 2001, majoritatea populației comunei Valea Hoțului era vorbitoare de ucraineană (72,34%), existând în minoritate și vorbitori de română (22,07%) și rusă (4,6%).